# Централна Европа
Центра̀лна Евро̀па е географски регион, който обхваща площ от 1 253 371 km², или 11,9% от повърхността на Европа. Той се простира от Балтийско море на север до Черно море и високопланинските вериги на юг, които формират северната граница на Южна Европа. В допълнение, Северна, Южна и Югоизточна Европа също могат да се считат до известна степен граници и се припокриват с Централна Европа, т.е. разположението на този регион е много важно, тъй като свързва всички останали региони на Европа. Всички основни пътища, свързващи Западна и Източна, Северна и Южна Европа, преминават през територията на Централна Европа. От тези девет държави само три имат излаз на море. Поради това континенталните страни доминират в този европейски регион.

## Климат
Климатичните условия в Централна Европа се обуславят от географското разположение и ландшафтната структура на пространството. Това преплита влиянията на западния Атлантически океан и континенталните влияния от изток. Западните ветрове духат от Атлантическия океан, носейки влажен и приятен климат, а сухият и студен континентален климат е на изток. При формирането на климата в Централна Европа Алпите и Карпатите в южните части също са направили своите модификации. Поради тази комбинация от климатични въздействия, крайбрежният климат има присъствие в северните части на Централна Европа, в по-голямата част от низините и ниските планини преобладава типичният континентален климат, а в по-високите планини и в Алпите е характерен планински климат. В по-голямата част от територията средните месечни температури варират от около 0° C до около 20° C, а валежите са около 700 mm. Интензитетът на валежите е малко по-висок в западния и планинския диапазон, особено в Алпите, където той достига до 3000 мм годишно. Такива климатични условия предизвикват появата на пространствени пасища в низините, пресечени с широколистна и смесена горска растителност в планинските райони, иглолистна растителност на по-високите планински райони, над които има планински тревни съобщества, които продължават в Алпите под иглолистни и ландшафтни зони.

## Население
Централна Европа е една от най-гъсто населените територии в Европа, но подобно на други части на Европа, гъстотата на населението е неравномерна. Значително по-гъсто населени са западните части на Германия, особено Рурска област (Кьолн, Дюселдорф, Дуйсбург, Есен, Дортмунд, Вохум и др.) и област Саарланд (Франкфурт, Майнц, Висбаден, Манхайм, Дармщат и др.)

## Държави
Регионът обхваща следните девет държави:
| Държава    | Площ        | Население (2019) | Столица    | Официален език                      |
| ---------- | ----------- | ---------------- | ---------- | ----------------------------------- |
| Австрия    | 83 879 km²  | 8 700 471        | Виена      | немски                              |
| Германия   | 357 386 km² | 81 442 391       | Берлин     | немски                              |
| Лихтенщайн | 160 km²     | 37 622           | Вадуц      | немски                              |
| Полша      | 312 683 km² | 38 650 990       | Варшава    | полски                              |
| Словакия   | 49 035 km²  | 5 443 012        | Братислава | словашки                            |
| Словения   | 20 273 km²  | 2 081 276        | Любляна    | словенски                           |
| Унгария    | 93 030 km²  | 9 721 627        | Будапеща   | унгарски                            |
| Чехия      | 78 866 km²  | 10 577 769       | Прага      | чешки                               |
| Швейцария  | 41 285 km²  | 8 723 730        | Берн       | немски, италиански, френски, романш |

## Стопанство
Основата за икономическото развитие на Централна Европа са големите запаси от желязо и въглища в нископланинските райони на Германия, Чехия, Полша и Словакия. В резултат на това първо се развива тежката промишленост, следвана от електрическата, механичната, автомобилната и химическата промишленост. Така се формират голям брой индустриални региони: Рур и Саарланд в Германия, Полша, Централна Чехия и Моравия. Основните центрове в Германия са: Дортмунд, Кьолн, Хановер, Франкфурт, Щутгарт, Мюнхен, Фена, Магдебург, Берлин, Дрезден и други. В Чехия са: Прага, Либерец, Бърно, Острава и др. В Полша: Варшава, Бидгошч, а в Словакия: Братислава и Жилина. Поради по-високата влажност в северните части германско-полската равнина се характеризира с наличието на определени влажни зони, така че бизнесът да е по-ориентиран към животните. В малко по-сухите части на низините на юг се развива селското стопанство. Най-често срещаните култури са картофи, захарно цвекло и зърнени култури. Поради различното социално-икономическо развитие и естествените различия в регионите днес страните от Централна Европа имат специална икономическа ориентация. Германия е силно развита индустриална страна, в която са развити всички индустрии. Тя е сред най-големите производители на нахут, зърнени култури, промишленост и кожи, растения, млечни и месни продукти. Промишлеността е разнообразна, като автомобилната промишленост, авиацията, химическата, електрическата и хранителната промишленост са водещи. Те се отличават с високо автоматизирани технологии и работа с приложения. Има силно развит третичен сектор. Германия внася енергийни горива и изнася ценни индустриални продукти. Швейцария разполага с високо развито планинско говедовъдство, с най-известните млечни продукти и шоколади в света. Производството на Швейцария включва производство на прецизна механика (часовници и различни измервателни уреди), машини, фармацевтични продукти, бижута и др. Има висок туризъм и световноизвестно банкиране. Швейцария е една от най-развитите и най-богатите страни в Европа и в света. Лихтенщайн е малка страна, икономически ориентирана и свързана с Швейцария. Австрия се характеризира с развито селско стопанство и хранителна промишленост, развито горско стопанство с дърводобивна и хартиена промишленост. Притежава различни природни ресурси и хидроенергия. Развиват се механични, електротехнически и различни други отрасли на промишлеността. Има силно развит туризъм и търговия. Основният индустриален регион е Виенската долина. Други страни от Централна Европа като Полша, Чехия, Словакия и Унгария, които са от бившия социалистическия блок, са по-слабо развити. Полша се характеризира с управление на селското стопанство на север и развита тежка индустрия на юг и югозапад. Основните индустриални региони са Силезия и Варшавските предградия. Чешката икономика се основава главно на индустрията на автомобилната и електротехническата промишленост, развита в северната и средната част на Чешката република. В Моравия селското стопанство е по-развито. Основните центрове са Прага, Бърно, Острава и други. Чешката бира е известна по целия свят. В долините на Словакия се развива селското стопанство. Най-известният индустриален регион е Кошице – като металургичен център и Братислава – с повече индустриални клонове. Татрите имат развит туризъм. Унгария разполага с голямо селскостопанско производство и развита хранителна индустрия. Основните центрове са регионите около Будапеща и Балатонското езеро, където освен индустрия се развива и туризъм.